# Косыничи
Косыничи (бел. Касы́нічы) — деревня в Солигорском районе Минской области Беларуси. Входит в состав Краснодворского сельсовета.

## История
В 1909 году в Царевской волости Слуцкого уезда Минской губернии.
В годы Великой Отечественной войны, летом 1944 года, у деревни проходили ожесточённые бои с немецко-фашистскими захватчиками.
У деревни находятся могилы партизана и разведчика Леонида Григорьевича Москаленко (погиб 16 мая 1943 года в бою с немецко-фашистскими захватчиками, не дожив до своего 20-летия всего четыре дня; похоронен у дороги на Красную Слободу); партизана Ивана Ивановича Загоровского (погиб 23 мая 1944 года, в возрасте 21 года; похоронен на кладбище д. Косыничи).
До 11 октября 1961 года деревня входила в состав Чепелевского сельсовета.

## Население

### Численность
- 2009 год — 83 жителей

### Динамика
- 1909 год — 600 жителей, 47 дворов (застенок)[2]
- 2009 год — 83 жителей (перепись населения)[2]